# Förstakammarvalet i Sverige 1870
Förstakammarvalet i Sverige 1870 var egentligen flera fyllnadsval i Sverige. Valet utfördes av landstingen och i de städer som inte hade något landsting utfördes valet av stadsfullmäktige. 

## Invalda riksdagsmän
Stockholms stads valkrets:
- Adolph Peyron

Östergötlands läns valkrets:
- Axel Adelswärd

Jönköpings läns valkrets:
- Carl Ribbing

Kristianstads läns valkrets:
- Fredrik von Sydow

Hallands läns valkrets:
- Bernhard Santesson

Skaraborgs läns valkrets:
- Gustaf Sparre
- Gustaf von Braun

Värmlands läns valkrets:
- Christofer Wilhelm Geijer

Örebro läns valkrets:
- Carl Åkerhielm

Kopparbergs läns valkrets:
- Olof Hallin

Gävleborgs läns valkrets:
- Robert Rettig

Västernorrlands läns valkrets:
- Jonas Widén